# Da Uzi
Da Uzi (* 1994 in Angers, Maine-et-Loire; bürgerlich Davy Ngoma Di Malonda) ist ein französischer Rapper.

## Leben und Karriere
Da Uzi wuchs im Pariser Vorort Sevran auf, einem Ort, aus dem auch andere Größen der französischen Rapszene stammen, darunter Kaaris oder Maes. Über seine Vergangenheit vor seinem kommerziellen Durchbruch ist relativ wenig bekannt. Von 2014 bis 2016 wurde er mehrmals inhaftiert. Er begann im Januar 2017 eigene Rap-Freestyles unter dem Namen La D en personne zu veröffentlichen. Er unterschrieb Ende 2017 bei dem Musiklabel Rec 118, zugehörig zu Warner Music, einen Plattenvertrag und veröffentlichte 2018 die Freestyle-Reihe erstmals als Mixtape. Auf dem Projekt finden sich Zusammenarbeiten mit Maes und der Gruppe 13 Block. Im Zuge der Zusammenarbeit mit Ninho im September 2018 folgte Da Uzis Chartsdebüt: Die Single Entre les murs konnte sich auf Platz 62 der französischen Singlecharts platzieren. Am 18. Januar 2019 folgte sein drittes Mixtape Mexico, welches Platz fünf der französischen Albumcharts erreichte. In der ersten Woche konnte das Projekt über 5.700 Einheiten absetzen, es erreichte bis März 2020 über 40.000 verkaufte Einheiten. Mit der Veröffentlichung seines Debütalbums Architecte am 3. April 2020 sprang er auf Anhieb an die Spitze der französischen Albumcharts. Die darin enthaltene Zusammenarbeit mit Ninho Crois-moi erreichte zusätzlich Platz drei in den Singlecharts. In der ersten Verkaufswoche wurden knapp 9.800 Einheiten des Albums abgesetzt.

## Diskografie

### Studioalben
| Jahr | Titel Musiklabel                                       | Höchstplatzierung, Gesamtwochen, AuszeichnungChartplatzierungen (Jahr, Titel, Musiklabel, Platzierungen, Wochen, Auszeichnungen, Anmerkungen) | Höchstplatzierung, Gesamtwochen, AuszeichnungChartplatzierungen (Jahr, Titel, Musiklabel, Platzierungen, Wochen, Auszeichnungen, Anmerkungen) | Höchstplatzierung, Gesamtwochen, AuszeichnungChartplatzierungen (Jahr, Titel, Musiklabel, Platzierungen, Wochen, Auszeichnungen, Anmerkungen) | Anmerkungen                                             |
| Jahr | Titel Musiklabel                                       | FR | BEW | CH | Anmerkungen                                             |
| ---- | ------------------------------------------------------ | --- | --- | --- | ------------------------------------------------------- |
| 2020 | Architecte Vrai2Vrai Industry, Rec 118 (WMG)           | FR1 Platin · (57 Wo.)FR | BEW3 (25 Wo.)BEW | CH13 (2 Wo.)CH | Erstveröffentlichung: 3. April 2020 Verkäufe: + 100.000 |
| 2021 | Vrai 2 vrai Vrai2Vrai Industry, Rec 118 (WMG)          | FR3 Gold · (24 Wo.)FR | BEW3 (12 Wo.)BEW | CH22 (2 Wo.)CH | Erstveröffentlichung: 23. Juli 2021 Verkäufe: + 50.000  |
| 2022 | Le chemin des braves Vrai2Vrai Industry, Rec 118 (WMG) | FR3 Gold · (35 Wo.)FR | BEW20 (6 Wo.)BEW | CH36 (1 Wo.)CH | Erstveröffentlichung: 1. April 2022 Verkäufe: + 50.000  |
| 2025 | Original Gangsta Vrai2Vrai Industry, Rec 118 (WMG)     | FR4 (15 Wo.)FR | BEW45 (2 Wo.)BEW | — | Erstveröffentlichung: 24. Januar 2025                   |

### Mixtapes
| Jahr | Titel Musiklabel                                   | Höchstplatzierung, Gesamtwochen, AuszeichnungChartplatzierungen (Jahr, Titel, Musiklabel, Platzierungen, Wochen, Auszeichnungen, Anmerkungen) | Höchstplatzierung, Gesamtwochen, AuszeichnungChartplatzierungen (Jahr, Titel, Musiklabel, Platzierungen, Wochen, Auszeichnungen, Anmerkungen) | Höchstplatzierung, Gesamtwochen, AuszeichnungChartplatzierungen (Jahr, Titel, Musiklabel, Platzierungen, Wochen, Auszeichnungen, Anmerkungen) | Anmerkungen                                               |
| Jahr | Titel Musiklabel                                   | FR | BEW | CH | Anmerkungen                                               |
| ---- | -------------------------------------------------- | --- | --- | --- | --------------------------------------------------------- |
| 2014 | Sans prétention Vol. 1 Selbstverlag                | — | — | — | Erstveröffentlichung: 1. August 2014                      |
| 2018 | La D en personne Vrai2Vrai Industry, Rec 118 (WMG) | — | — | — | Erstveröffentlichung: 25. Mai 2018                        |
| 2019 | Mexico Vrai2Vrai Industry, Rec 118 (WMG)           | FR5 Platin · (48 Wo.)FR | BEW22 (9 Wo.)BEW | CH55 (1 Wo.)CH | Erstveröffentlichung: 18. Januar 2019 Verkäufe: + 100.000 |

### Singles
| Jahr | Titel Album                                          | Höchstplatzierung, Gesamtwochen, AuszeichnungChartplatzierungen (Jahr, Titel, Album, Platzierungen, Wochen, Auszeichnungen, Anmerkungen) | Höchstplatzierung, Gesamtwochen, AuszeichnungChartplatzierungen (Jahr, Titel, Album, Platzierungen, Wochen, Auszeichnungen, Anmerkungen) | Höchstplatzierung, Gesamtwochen, AuszeichnungChartplatzierungen (Jahr, Titel, Album, Platzierungen, Wochen, Auszeichnungen, Anmerkungen) | Anmerkungen |
| Jahr | Titel Album                                          | FR | BEW | CH | Anmerkungen |
| --- | ---------------------------------------------------- | --- | --- | --- | --- |
| 2018 | Entre les murs Mexico                                | FR62 Platin · (9 Wo.)FR | — | — | Erstveröffentlichung: 7. September 2018 Verkäufe: + 200.000; feat. Ninho                                                |
| 2018 | La vraie vie Mexico                                  | FR74 Platin · (5 Wo.)FR | — | — | Erstveröffentlichung: 9. November 2018 Verkäufe: + 200.000                                                              |
| 2019 | Mexico                                               | FR38 Gold · (4 Wo.)FR | — | — | Erstveröffentlichung: 18. Januar 2019 Verkäufe: + 100.000                                                               |
| 2019 | WeLaRue #3 (Vilain) –                                | FR152 (1 Wo.)FR | — | — | Erstveröffentlichung: 13. September 2019                                                                                |
| 2019 | Plus belle la vie Architecte                         | FR94 (3 Wo.)FR | — | — | Erstveröffentlichung: 6. Dezember 2019                                                                                  |
| 2020 | Le dire Architecte                                   | FR28 Gold · (12 Wo.)FR | — | — | Erstveröffentlichung: 21. Februar 2020 Verkäufe: + 100.000; feat. Maes                                                  |
| 2020 | Autre part Architecte                                | FR23 (4 Wo.)FR | — | — | Erstveröffentlichung: 3. April 2020                                                                                     |
| 2020 | Crois-moi Architecte                                 | FR3 Diamant · (28 Wo.)FR | — | — | Erstveröffentlichung: 5. Juni 2020 Verkäufe: + 333.333; feat. Ninho                                                     |
| 2020 | WeLaRue 5 (Freestyle) –                              | FR76 (3 Wo.)FR | — | — | Erstveröffentlichung: 23. Oktober 2020                                                                                  |
| 2021 | La vie du binks Rec. 118 - 20/21                     | FR5 Platin · (21 Wo.)FR | — | — | Erstveröffentlichung: 1. Januar 2021 Verkäufe: + 200.000; mit Ninho & Sch feat. Hornet La Frappe, Leto, Sadek & Soprano |
| 2021 | Fermez-la Vrai 2 vrai                                | FR157 (1 Wo.)FR | — | — | Erstveröffentlichung: 14. Mai 2021                                                                                      |
| 2021 | L’impasse Vrai 2 vrai                                | FR97 (2 Wo.)FR | — | — | Erstveröffentlichung: 1. Juli 2021                                                                                      |
| 2022 | Hmmm (Laisse tomber) Le chemin des braves            | FR100 (2 Wo.)FR | — | — | Erstveröffentlichung: 18. Februar 2022                                                                                  |
| 2022 | On se reverra plus Le chemin des braves              | FR8 Platin · (17 Wo.)FR | — | — | Erstveröffentlichung: 18. März 2022 Verkäufe: + 200.000; feat. Gazo                                                     |
| 2022 | WeLaRue 7 –                                          | FR115 (1 Wo.)FR | — | — | Erstveröffentlichung: 2. September 2022                                                                                 |
| 2023 | WeLaRue 8 –                                          | FR146 (1 Wo.)FR | — | — | Erstveröffentlichung: 30. August 2023                                                                                   |
| 2023 | La ruée vers l’or –                                  | FR172 (1 Wo.)FR | — | — | Erstveröffentlichung: 25. Oktober 2023                                                                                  |
| 2024 | Michael Jordan Original Gangsta                      | FR29 Platin · (35 Wo.)FR | BEW— GoldBEW | — | Erstveröffentlichung: 8. März 2024                                                                                      |
| Folgende Lieder erschienen nicht als Single, wurden aber durch das Album zum Download und Streaming bereitgestellt und konnten somit eine Platzierung erlangen: |                                                      | | | | |
| |                                                      | | | | |
| 2019 | D’une autre manière Mexico                           | FR101 (1 Wo.)FR | — | — | Charteinstieg: 25. Januar 2019 feat. Kaaris                                                                             |
| 2019 | J’entends des voix Mexico                            | FR115 (1 Wo.)FR | — | — | Charteinstieg: 25. Januar 2019                                                                                          |
| 2019 | Bonita Mexico                                        | FR116 (1 Wo.)FR | — | — | Charteinstieg: 25. Januar 2019                                                                                          |
| 2019 | Dans la tour Mexico                                  | FR119 (1 Wo.)FR | — | — | Charteinstieg: 25. Januar 2019                                                                                          |
| 2019 | Wey wey wey Mexico                                   | FR129 (1 Wo.)FR | — | — | Charteinstieg: 25. Januar 2019                                                                                          |
| 2019 | Vrai 2 vrai Mexico                                   | FR132 Gold · (1 Wo.)FR | — | — | Charteinstieg: 25. Januar 2019                                                                                          |
| 2019 | Cicatrices Mexico                                    | FR133 (1 Wo.)FR | — | — | Charteinstieg: 25. Januar 2019                                                                                          |
| 2019 | La loi du talion Mexico                              | FR154 (1 Wo.)FR | — | — | Charteinstieg: 25. Januar 2019 feat. Sadek                                                                              |
| 2019 | Les ténèbres Mexico                                  | FR155 (1 Wo.)FR | — | — | Charteinstieg: 25. Januar 2019                                                                                          |
| 2019 | Vision Mexico                                        | FR158 (1 Wo.)FR | — | — | Charteinstieg: 25. Januar 2019                                                                                          |
| 2019 | Dernier samouraï Mexico                              | FR168 (1 Wo.)FR | — | — | Charteinstieg: 25. Januar 2019                                                                                          |
| 2019 | Mal aimé Mexico                                      | FR195 (1 Wo.)FR | — | — | Charteinstieg: 25. Januar 2019                                                                                          |
| 2020 | Architecte                                           | FR44 (2 Wo.)FR | — | — | Charteinstieg: 10. April 2020                                                                                           |
| 2020 | Style Haussmannien Architecte                        | FR52 (1 Wo.)FR | — | — | Charteinstieg: 10. April 2020                                                                                           |
| 2020 | Camila Architecte                                    | FR55 (1 Wo.)FR | — | — | Charteinstieg: 10. April 2020                                                                                           |
| 2020 | Ni amour ni amité Architecte                         | FR56 (1 Wo.)FR | — | — | Charteinstieg: 10. April 2020 feat. Sch                                                                                 |
| 2020 | Da Vinci Architecte                                  | FR59 (1 Wo.)FR | — | — | Charteinstieg: 10. April 2020                                                                                           |
| 2020 | Culiacan Architecte                                  | FR67 (1 Wo.)FR | — | — | Charteinstieg: 10. April 2020 feat. Mister You                                                                          |
| 2020 | Pleine lune Architecte                               | FR71 (1 Wo.)FR | — | — | Charteinstieg: 10. April 2020                                                                                           |
| 2020 | Soirées des cités Architecte                         | FR73 Gold · (20 Wo.)FR | — | — | Charteinstieg: 10. April 2020 Verkäufe: + 100.000                                                                       |
| 2020 | En + Architecte                                      | FR75 (1 Wo.)FR | — | — | Charteinstieg: 10. April 2020                                                                                           |
| 2020 | Laisse tomber Architecte                             | FR76 (1 Wo.)FR | — | — | Charteinstieg: 10. April 2020                                                                                           |
| 2020 | Tommy Shelby Architecte                              | FR77 (1 Wo.)FR | — | — | Charteinstieg: 10. April 2020                                                                                           |
| 2020 | En avance Architecte                                 | FR79 (1 Wo.)FR | — | — | Charteinstieg: 10. April 2020                                                                                           |
| 2020 | F.L.P Architecte                                     | FR85 (1 Wo.)FR | — | — | Charteinstieg: 10. April 2020 feat. Alonzo                                                                              |
| 2020 | Du passé au futur Architecte                         | FR93 (1 Wo.)FR | — | — | Charteinstieg: 10. April 2020                                                                                           |
| 2020 | Berline Architecte                                   | FR121 (1 Wo.)FR | — | — | Charteinstieg: 10. April 2020                                                                                           |
| 2020 | J’ai pris la route Architecte                        | FR134 (1 Wo.)FR | — | — | Charteinstieg: 17. April 2020                                                                                           |
| 2021 | Eazy-E Rec. 118 - 20/21                              | FR196 (1 Wo.)FR | — | — | Charteinstieg: 8. Januar 2021                                                                                           |
| 2021 | Jeune d’en bas Vrai 2 vrai                           | FR21 Gold · (10 Wo.)FR | — | — | Charteinstieg: 30. Juli 2021 Verkäufe: + 100.000; feat. Nekfeu                                                          |
| 2021 | 27 Vrai 2 vrai                                       | FR28 (2 Wo.)FR | — | — | Charteinstieg: 30. Juli 2021 feat. Freeze Corleone                                                                      |
| 2021 | Du nord au sud Vrai 2 vrai                           | FR64 (2 Wo.)FR | — | — | Charteinstieg: 30. Juli 2021 feat. Soso Maness & Zkr                                                                    |
| 2021 | Génération 90 Vrai 2 vrai                            | FR85 (1 Wo.)FR | — | — | Charteinstieg: 30. Juli 2021                                                                                            |
| 2021 | Costa Rica Vrai 2 vrai                               | FR113 (1 Wo.)FR | — | — | Charteinstieg: 30. Juli 2021 feat. Heuss l’Enfoiré                                                                      |
| 2021 | La vie de Bobby Vrai 2 vrai                          | FR115 (1 Wo.)FR | — | — | Charteinstieg: 30. Juli 2021                                                                                            |
| 2021 | Moi-même Vrai 2 vrai                                 | FR128 (1 Wo.)FR | — | — | Charteinstieg: 30. Juli 2021                                                                                            |
| 2021 | Tellement Vrai 2 vrai                                | FR129 (1 Wo.)FR | — | — | Charteinstieg: 30. Juli 2021                                                                                            |
| 2021 | Le dehors Vrai 2 vrai                                | FR130 (1 Wo.)FR | — | — | Charteinstieg: 30. Juli 2021                                                                                            |
| 2021 | Ça tombe bien Vrai 2 vrai                            | FR135 (1 Wo.)FR | — | — | Charteinstieg: 30. Juli 2021                                                                                            |
| 2021 | Ils l’ont pas Vrai 2 vrai                            | FR139 (1 Wo.)FR | — | — | Charteinstieg: 30. Juli 2021                                                                                            |
| 2021 | La Calle Vrai 2 vrai                                 | FR141 (1 Wo.)FR | — | — | Charteinstieg: 30. Juli 2021                                                                                            |
| 2021 | Yes Vrai 2 vrai                                      | FR151 (1 Wo.)FR | — | — | Charteinstieg: 30. Juli 2021                                                                                            |
| 2021 | Carabine Vrai 2 vrai                                 | FR160 (1 Wo.)FR | — | — | Charteinstieg: 30. Juli 2021 feat. MHD                                                                                  |
| 2021 | Fuck Love Vrai 2 vrai                                | FR169 (1 Wo.)FR | — | — | Charteinstieg: 30. Juli 2021                                                                                            |
| 2021 | Danse lugubre Vrai 2 vrai                            | FR179 (1 Wo.)FR | — | — | Charteinstieg: 30. Juli 2021                                                                                            |
| 2022 | Kongolais mauvais Le chemin des braves               | FR16 (4 Wo.)FR | — | — | Charteinstieg: 8. April 2022 feat. Ninho                                                                                |
| 2022 | Mademoiselle Le chemin des braves                    | FR89 (1 Wo.)FR | — | — | Charteinstieg: 8. April 2022                                                                                            |
| 2022 | Salute Le chemin des braves                          | FR97 (1 Wo.)FR | — | — | Charteinstieg: 8. April 2022 feat. Lacrim                                                                               |
| 2022 | Maître Zadourian Le chemin des braves                | FR107 (1 Wo.)FR | — | — | Charteinstieg: 8. April 2022                                                                                            |
| 2022 | Vie là Le chemin des braves                          | FR108 (1 Wo.)FR | — | — | Charteinstieg: 8. April 2022                                                                                            |
| 2022 | Libanais (Le chemin des braves) Le chemin des braves | FR114 (1 Wo.)FR | — | — | Charteinstieg: 8. April 2022                                                                                            |
| 2022 | La guitare Le chemin des braves                      | FR124 (1 Wo.)FR | — | — | Charteinstieg: 8. April 2022                                                                                            |
| 2022 | Gadaye Le chemin des braves                          | FR148 (1 Wo.)FR | — | — | Charteinstieg: 8. April 2022 feat. Naps                                                                                 |
| 2022 | Radical Le chemin des braves                         | FR155 (1 Wo.)FR | — | — | Charteinstieg: 8. April 2022                                                                                            |
| 2022 | Anonymat Le chemin des braves                        | FR195 (1 Wo.)FR | — | — | Charteinstieg: 8. April 2022                                                                                            |
| 2025 | OTF Original Gangsta                                 | FR37 (2 Wo.)FR | — | — | feat. Ninho |

### Als Gastmusiker
| Jahr | Titel Album                                     | Höchstplatzierung, Gesamtwochen, AuszeichnungChartplatzierungen (Jahr, Titel, Album, Platzierungen, Wochen, Auszeichnungen, Anmerkungen) | Höchstplatzierung, Gesamtwochen, AuszeichnungChartplatzierungen (Jahr, Titel, Album, Platzierungen, Wochen, Auszeichnungen, Anmerkungen) | Höchstplatzierung, Gesamtwochen, AuszeichnungChartplatzierungen (Jahr, Titel, Album, Platzierungen, Wochen, Auszeichnungen, Anmerkungen) | Anmerkungen                                                                                             |
| Jahr | Titel Album                                     | FR | BEW | CH | Anmerkungen                                                                                             |
| --- | ----------------------------------------------- | --- | --- | --- | --- |
| 2019 | 93% (Tijuana) Indécis                           | FR13 Diamant · (46 Wo.)FR | — | — | Erstveröffentlichung: 22. November 2019 Verkäufe: + 333.333; GLK feat. Landy, Da Uzi & Hornet La Frappe |
| 2020 | Zodiaque –                                      | FR50 (2 Wo.)FR | — | — | Erstveröffentlichung: 5. Juni 2020 Soso Maness feat. Da Uzi                                             |
| 2021 | Plus d’amour –                                  | FR174 (1 Wo.)FR | — | — | Erstveröffentlichung: 29. Januar 2021 L’Allemand feat. Da Uzi                                           |
| Folgende Lieder erschienen nicht als Single, wurden aber durch das Album zum Download und Streaming bereitgestellt und konnten somit eine Platzierung erlangen: |                                                 | | | | |
| |                                                 | | | | |
| 2021 | Marié à la street Capo dei capi - Vol. II & III | FR106 (1 Wo.)FR | — | — | Alonzo feat. Da Uzi                                                                                     |

## Auszeichnungen für Musikverkäufe
Anmerkung: Auszeichnungen in Ländern aus den Charttabellen bzw. Chartboxen sind in ebendiesen zu finden.
| Land/RegionAuszeichnungen für Musikverkäufe (Land/Region, Auszeichnungen, Verkäufe, Quellen) | Gold     | Platin     | Diamant     | Verkäufe  | Quellen         |
| -------------------------------------------------------------------------------------------- | -------- | ---------- | ----------- | --------- | --------------- |
| Belgien (BRMA)                                                                               | Gold1    | —          | —           | 10.000    | ultratop.be     |
| Frankreich (SNEP)                                                                            | 7× Gold7 | 7× Platin7 | 2× Diamant2 | 2.466.666 | snepmusique.com |
| Insgesamt                                                                                    | 8× Gold8 | 7× Platin7 | 2× Diamant2 |           |                 |